# Abbottstown
Abbottstown è un comune (borough) degli Stati Uniti d'America nella Contea di Adams, in Pennsylvania.

## Storia
Deve il proprio nome al suo fondatore, John Abbott; la città venne fondata nel 1753.

## Società

### Evoluzione demografica
La composizione etnica della zona vede una prevalenza della razza bianca (95,25%) seguita dagli afroamericani (0,22%).
| Borough di Abbottstown Popolazione |      |
| 2000                               | 905  |
| Stima al 01-07-07                  | 934  |
| 2010                               | 1011 |